# Phlaeothripidae
Famille
Les Phlaeothripidae  sont une famille d'insectes thysanoptères.

## Liste des genres
Selon Catalogue of Life (14 août 2013) :
- Acallurothrips
- Acanthothrips
- Acrosothrips
- Adelothrips
- Adraneothrips
- Agrothrips
- Aleurodothrips
- Allothrips
- Amynothrips
- Anaglyptothrips
- Antillothrips
- Apterygothrips
- Atractothrips
- Azaleothrips
- Bactrothrips
- Baeonothrips
- Bagnalliella
- Bolothrips
- Carathrips
- Carientothrips
- Cartomothrips
- Cephalothrips
- Ceuthothrips
- Chirothripoides
- Cleistothrips
- Compsothrips
- Cryptothrips
- Deplorothrips
- Diceratothrips
- Diphyothrips
- Elaphrothrips
- Emprosthiothrips
- Eparsothrips
- Eschatothrips
- Eurythrips
- Gastrothrips
- Glyptothrips
- Gnophothrips
- Goniothrips
- Gynaikothrips
- Haplothrips
- Heptathrips
- Hindsiothrips
- Holopothrips
- Holothrips
- Hoplandothrips
- Hoplandrothrips
- Hoplothrips
- Hyidiothrips
- Idolothrips
- Illinothrips
- Karnyothrips
- Leptothrips
- Limothrips
- Lispothrips
- Lissothrips
- Macrophthalmothrips
- Malacothrips
- Megalothrips
- Megathrips
- Membrothrips
- Mixothrips
- Neothrips
- Neurothrips
- Ozothrips
- Phlaeothrips
- Plectrothrips
- Podothrips
- Poecilothrips
- Preeriella
- Priesneriella
- Psalidothrips
- Pygmaeothrips
- Pygothrips
- Scopaeothrips
- Sophiothrips
- Sporothrips
- Stephanothrips
- Stictothrips
- Strepterothrips
- Symphyothrips
- Terthrothrips
- Teuchothrips
- Thorybothrips
- Torvothrips
- Trachythrips
- Treherniella
- Trichinothrips
- Trichothrips
- Tropothrips
- Tylothrips
- Williamsiella
- Yarnkothrips
- Zaliothrips

## Liste des sous-familles
Selon ITIS (14 août 2013) :
- Idolothripinae Bagnall, 1908
- Phlaeothripinae Uzel, 1895